# Kurt Sonntag

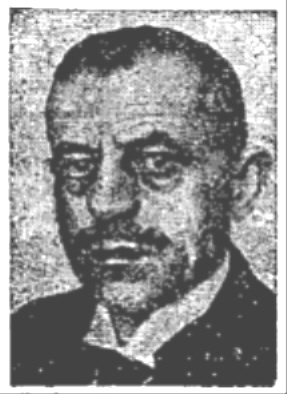
Kurt Sonntag

Kurt Sonntag (* 10. Juni 1877 in Gotha; † 8. Juli 1938) war ein deutscher Reichsgerichtsrat.

## Leben
Er wurde promoviert und war evangelischer Konfession. Er studierte an der Universität Bonn und gehörte seit 1895 der Bonner Burschenschaft Frankonia an. Er legte 1898 die erste Staatsprüfung mit „ausreichend“, die zweite 1904 ebenso mit „ausreichend“ ab und wurde im selben Jahr Assessor. 1907 wurde er Staatsanwalt bei der Staatsanwaltschaft Frankfurt am Main. 1912 wechselte er an die Staatsanwaltschaft Bonn. In den Gerichtsferien 1916 war er einen Monat Staatsanwaltschaftsvertreter in Koblenz. Im März 1918 wurde er zum Staatsanwaltschaftsrat befördert. 1919 war er wieder eineinhalb Monate, von Juli bis Mitte August, Staatsanwaltschaftsvertreter. Im März 1920 war er Oberstaatsanwaltschaftsvertreter in Köln. Im Dezember 1921 wurde er zum Landgerichtsdirektor beim Landgericht Köln ernannt. Ab 1924 war er zugleich Amtsgerichtsrat beim Amtsgericht Köln. Anfang Februar 1930 wurde er an das Reichsgericht berufen. Er war im IV. Strafsenat beschäftigt. Sonntag wird teilweise eine jüdische Herkunft unterstellt, dies trifft jedoch wohl nicht zu. Er verließ das Reichsgericht zwar im April 1933, allerdings aus gesundheitlichen Gründen, die schon seit einiger Zeit vor der Machtergreifung bestanden.
Er heiratet 1901 Else Eltzbacher (1880–). Ein Sohn war der Maler Hans Joachim Sonntag, verheiratet mit Olga Sonntag.